# Usina Hidrelétrica de Ourinhos
A Usina Hidrelétrica de Ourinhos está localizada no Rio Paranapanema, entre os municípios de Ourinhos no estado de São Paulo e Jacarezinho no estado do Paraná.

## Características
Inaugurada em 2005, tem capacidade instalada de 44 MW e seu reservatório inunda uma área de 117,8 hectares. Pertence a Companhia Brasileira de Aluminio (CBA), fazendo parte do Complexo Paranapanema juntamente com a Usina Hidrelétrica de Piraju.